# 시편 84편
시편 84편은 84번째 시편이다. "만군의 여호와여 주의 장막이 어찌 그리 사랑스러운지요!" 기독교 구약의 일부이다. 약간 다른 그리스어 70인역 성경과 라틴어 번역인 불가타에서 이 시편은 시편 83편이다. 라틴어로 이 시편은 "Quam dilecta tabernacula tua Domine virtutum"으로 알려져 있다. 이 시편은 찬송시, 특히 고라의 아들들이 지은 것으로 여겨지는 순례 시편이다.
시편은 유대교, 가톨릭, 루터교, 성공회 및 기타 개신교 전례의 정규 부분을 형성한다. 종종 음악의 주제가 되었다. 시편은 찬송가로 옮겨졌다. 하나님이 사시는 곳을 다루면서 그 시작은 회당과 교회의 비문으로 사용되어 왔으며 시편은 건물의 봉헌식과 기념일에 노래된다.

## 문맥
시편 84편은 이 시편에서 시편 89편에 이르는 150편의 시편 중 제3권의 끝에서 시편 그룹을 시작한다. 이러한 요소는 더 이상 이전에 제공했던 희망을 제공하지 않는다는 점을 독자에게 상기시킨다. 이 그룹 내에서 시편 84편은 하나님의 임재를 성전과 연결한다.
이 그룹의 시편 84편, 85편, 87편, 88편은 역대기에서 성막의 문지기로 묘사된 고라 자손의 것으로 추정된다.

## 배경 및 주제
시편은 바빌론 유수(기원전 6세기) 이전이나 이후에 기록되었을 수 있다. 그것은 고라의 아들들에게 귀속되며 다윗에 의해 시편으로 편찬되었다.
시편은 하나님이 사시는 곳, 노래하는 자가 갈망하는 곳을 찬양하는 것으로 시작된다. 시편은 하나님을 신성한 별칭인 만군의 주님으로 부르며 시작하고 끝난다. 그 갈망은 하나님이 거하시는 곳보다 더 나아가 “살아계신 하나님”의 임재를 갈망한다. 하나님은 또한 "생명의 수여자"이자 보호 방패로 태양과 동일시된다. 하나님은 "나의 왕, 나의 하나님", 삶의 배후에 있는 힘이라고 불린다.
원래 하나님이 원하시는 곳은 예루살렘 성전을 의미했다. 어떤 학자들은 시편이 성전을 향해 가는 순례자들의 관점에서 쓰여졌다고 믿는 반면, 다른 학자들은 그것이 파괴된 성전을 복구하기를 갈망하는 포로 시대부터 시작되었다고 생각한다. 기독교 사상에서 하나님이 사시는 곳은 종종 영생과 동일시된다.
아우구스티누스(Augustine of Hippo)는 상세한 논평을 썼다. 예를 들어, 그는 "주의 뜰에서 하루가 천 날보다 낫다"는 것은 인간 상태에서 여러 날보다 하나님과 함께하는 평화롭고 영원한 하루가 더 낫다는 것을 의미한다고 설명했다. 제임스 루터 메이스(James Luther Mays)는 시편 84편이 하나님의 거처를 묵상하는 모든 시편 중에서 특히 사랑받는 시편이라고 논평하고 여기에 세 가지 팔복이 포함되어 있음을 주목한다. 히브리어 עֵמֶק הַבָּכָא(6절)는 눈물 골짜기 또는 울음 골짜기로, 바카 골짜기로 번역되었다.

## 내용
1. 만군의 여호와여 주의 장막이 어찌 그리 사랑스러운지요
2. 내 영혼이 여호와의 궁정을 사모하여 쇠약함이여 내 마음과 육체가 살아 계시는 하나님께 부르짖나이다
3. 나의 왕, 나의 하나님, 만군의 여호와여 주의 제단에서 참새도 제 집을 얻고 제비도 새끼 둘 보금자리를 얻었나이다
4. 주의 집에 사는 자들은 복이 있나니 그들이 항상 주를 찬송하리이다 (셀라)
5. 주께 힘을 얻고 그 마음에 시온의 대로가 있는 자는 복이 있나이다
6. 그들이 눈물 골짜기로 지나갈 때에 그 곳에 많은 샘이 있을 것이며 이른 비가 복을 채워 주나이다
7. 그들은 힘을 얻고 더 얻어 나아가 시온에서 하나님 앞에 각기 나타나리이다
8. 만군의 하나님 여호와여 내 기도를 들으소서 야곱의 하나님이여 귀를 기울이소서 (셀라)
9. 우리 방패이신 하나님이여 주께서 기름 부으신 자의 얼굴을 살펴 보옵소서
10. 주의 궁정에서의 한 날이 다른 곳에서의 천 날보다 나은즉 악인의 장막에 사는 것보다 내 하나님의 성전 문지기로 있는 것이 좋사오니
11. 여호와 하나님은 해요 방패이시라 여호와께서 은혜와 영화를 주시며 정직하게 행하는 자에게 좋은 것을 아끼지 아니하실 것임이니이다
12. 만군의 여호와여 주께 의지하는 자는 복이 있나이다

### 히브리어 버전
| 절 | 내용                                                                            |
| -- | ------------------------------------------------------------------------------- |
| 1  | לַֽמְנַצֵּ֥חַ עַל־הַגִּתִּ֑ית לִבְנֵי־קֹ֥רַח מִזְמֽוֹר                                                   |
| 2  | מַה־יְּדִיד֥וֹת מִשְׁכְּנוֹתֶ֗יךָ יְהֹוָ֥ה צְבָאֽוֹת                                                   |
| 3  | נִכְסְפָ֬ה וְגַם־כָּלְתָ֨ה נַפְשִׁי֘ לְחַצְר֪וֹת יְהֹ֫וָ֥ה לִבִּ֥י וּבְשָׂרִ֑י יְ֜רַנְּנ֗וּ אֶל־אֵ֥ל חָֽי                        |
| 4  | גַּם־צִפּ֨וֹר / מָ֪צְאָה בַ֡יִת וּדְר֚וֹר קֵ֥ן לָהּ֘ אֲשֶׁר־שָׁ֪תָה אֶפְרֹ֫חֶ֥יהָ אֶת־מִ֖זְבְּחוֹתֶיךָ יְהֹוָ֣ה צְבָא֑וֹת מַ֜לְכִּ֗י וֵֽאלֹהָֽי |
| 5  | אַשְׁרֵי יֽוֹשְׁבֵ֣י בֵיתֶ֑ךָ ע֜֗וֹד יְהַֽלְל֥וּךָ סֶּֽלָה                                                  |
| 6  | אַשְׁרֵ֣י אָ֖דָם ע֣וֹז לוֹ־בָ֑ךְ מְ֜סִלּ֗וֹת בִּלְבָבָֽם                                                  |
| 7  | עֹֽבְרֵ֚י בְּעֵ֣מֶק הַ֖בָּכָא מַעְיָ֣ן יְשִׁית֑וּהוּ גַּם־בְּ֜רָכ֗וֹת יַעְטֶּ֥ה מוֹרֶֽה                                  |
| 8  | יֵֽלְכוּ מֵחַ֣יִל אֶל־חָ֑יִל יֵֽרָאֶ֖ה אֶל־אֱלֹהִ֣ים בְּצִיּֽוֹן                                            |
| 9  | יְהֹוָ֚ה אֱלֹהִ֣ים צְ֖בָאוֹת שִׁמְעָ֣ה תְפִלָּתִ֑י הַֽאֲזִ֨ינָה אֱלֹהֵ֖י יַֽעֲקֹ֣ב סֶֽלָה                                |
| 10 | מָ֣גִנֵּנוּ רְאֵ֣ה אֱלֹהִ֑ים וְ֜הַבֵּ֗ט פְּנֵ֣י מְשִׁיחֶֽךָ                                                  |
| 11 | כִּ֚י טוֹב־י֥וֹם בַּֽחֲצֵרֶ֗יךָ מֵ֫אָ֥לֶף בָּחַ֗רְתִּי הִ֖סְתּוֹפֵף בְּבֵ֣ית אֱלֹהַ֑י מִ֜דּ֗וּר בְּאָֽהֳלֵי־רֶֽשַׁע                    |
| 12 | כִּ֚י שֶׁ֨מֶשׁ וּמָגֵן֘ יְהֹוָ֪ה אֱלֹ֫הִ֥ים חֵ֣ן וְ֖כָבוֹד יִתֵּ֣ן יְהֹוָ֑ה לֹֽא־יִמְנַ֥ע ט֜֗וֹב לַהֹֽלְכִ֥ים בְּתָמִֽים               |
| 13 | יְהֹוָ֥ה צְבָא֑וֹת אַשְׁרֵ֥י אָ֜דָ֗ם בֹּטֵ֥חַ בָּֽךְ                                                      |